# マルチメディア、分散、協調とモバイルシンポジウム
マルチメディア，分散，協調とモバイルシンポジウム（マルチメディア，ぶんさん，きょうちょうとモバイルシンポジウム、通称：DICOMO、DICOMOシンポジウム）は、日本の情報処理学会が主催する年次シンポジウムである。
1997年に初開催され、ネットワーク技術、分散システム、グループウェア、モバイルコンピューティングなどの研究を対象としている。合宿形式で開催されることが特徴であり、参加者同士の交流や議論を深める場として機能している。

## 歴史
DICOMOシンポジウムは、1997年に「DiCoMoワークショップ」として北海道ニセコで開催された。主催は、情報処理学会の「マルチメディア通信と分散処理（DPS）研究会」、「グループウェア（GW）研究会」、「モバイルコンピューティング（MBL）研究会」の3研究会であった。その後、1998年に現在の「DICOMOシンポジウム」と改称され、参加する研究会の数が増加し、2000年代以降にはユビキタスコンピューティング、センサネットワーク、AI応用などの新分野も取り込まれるようになった。
DICOMOは毎年異なる開催地で行われ、温泉地やリゾートホテルなど参加者全員が宿泊できる会場が選ばれる。これにより、学術的な議論に加えて懇親会や自由討論の場が提供され、研究者間のネットワーク形成に寄与している。

## 運営体制
DICOMOシンポジウムは、情報処理学会が主催し、以下の研究会が共催している。
- マルチメディア通信と分散処理 (DPS) 研究会
- グループウェアとネットワークサービス (GN) 研究会
- モバイルコンピューティングとパーベイシブシステム (MBL) 研究会
- コンピュータセキュリティ (CSEC) 研究会
- 高度交通システムとスマートコミュニティ (ITS) 研究会
- ユビキタスコンピューティングシステム (UBI) 研究会
- インターネットと運用技術 (IOT) 研究会
- セキュリティ心理学とトラスト (SPT) 研究会
- コンシューマ・デバイス＆システム (CDS) 研究会
- デジタルコンテンツクリエーション (DCC) 研究会

毎年、運営委員会（実行委員会）が編成され、運営委員長が大会の統括を行う。プログラム委員は論文の審査やセッション編成を担当し、アドバイザリ委員会が助言を行う。

### DICOMO運営委員会
- 運営委員長: 東野 輝夫（京都橘大学／大阪大学）
- 運営副委員長: 小林 稔（明治大学）
- 運営委員:
  - 渡辺 尚（大阪大学）
  - 稲村 浩（はこだて未来大学）
  - 屋代 智之（千葉工業大学）
  - 阿倍 博信（東京電機大学）
  - 清原 良三（神奈川工科大学）
  - 岡部 寿男（京都大学）
  - 砂原 秀樹（慶應義塾大学）

### DICOMOアドバイザリ委員会
- アドバイザリ委員長: 水野 忠則（愛知工業大学）
- アドバイザリ委員:
  - 岡田 謙一（慶應義塾大学）
  - 小花 貞夫（電気通信大学）
  - 鈴木 健二（ケニスブロン）
  - 高橋 修（はこだて未来大学）
  - 勅使河原 可海（創価大学）

## 成果と影響
DICOMOシンポジウムでは毎年200件以上の論文が発表され、学術界と産業界の交流の場として機能している。特に、発表論文の中から最優秀論文賞や優秀論文賞が選出される表彰制度があり、受賞論文の一部は情報処理学会論文誌に推薦されることがある。
また、企業展示やデモ発表、ナイトセッションなど多彩なプログラムが実施され、技術開発の最前線にいる研究者・技術者同士の議論が行われる場となっている。